# Brunia compacta
Brunia compacta är en tvåhjärtbladig växtart som beskrevs av Anthony Vincent Hall. Brunia compacta ingår i släktet Brunia och familjen Bruniaceae. Inga underarter finns listade.